# Le Boqueteau
Le Boqueteau est une sculpture monumentale de Jean Dubuffet, dont la maquette a été réalisée en 1969.
Le projet à taille réelle a vu le jour à Flaine en 1988, après la mort de l'artiste.